# Miikka Anttila
Miikka Anttila (Janakkala, 10 september 1972) is een Fins rallynavigator, actief naast Jari-Matti Latvala in het wereldkampioenschap rally.

## Carrière
Miikka Anttila debuteerde eind jaren negentig als navigator in de rallysport. Naast rijder Janne Tuohino eindigde hij achtste in zijn debuut in het wereldkampioenschap rally in Finland, in het seizoen 1999. Anttila zat vervolgens ook nog naast Mikko Hirvonen en Kosti Katajamäki, voordat hij in 2003 de vaste navigator werd van Jari-Matti Latvala. In 2007 reden ze voor het eerste een volledig WK-programma en grepen naar hun eerste podium resultaat in Ierland, eindigend als derde. Sinds het seizoen 2008 was het duo actief bij het fabrieksteam van Ford. Samen wonnen ze de WK-rally's van Zweden in 2008, de Sardinië in 2009, Nieuw-Zeeland en Finland in 2010 en Groot-Brittannië in 2011 en 2012. Anttila en Latvala eindigde als runner-up in het kampioenschap in 2010.
Tussen 2013 en 2016 was het duo actief bij het fabrieksteam van Volkswagen met de Volkswagen Polo R WRC, waarmee het nog tot twee keer toe als tweede eindigde in het kampioenschap. Sinds het vertrek van Volkswagen in 2016 heeft Anttila samen met Latvala de overstap gemaakt naar Toyota, die na jarenlange absentie voor 2017 terugkeerden in het kampioenschap. In 2018 schreef Anttila in Corsica de meeste deelnames in het WK rally (197) achter zijn naam, waarmee hij rijder en tweevoudig wereldkampioen Carlos Sainz met 196 deelnames achter zich liet.